# حله
حِلّه (به انگلیسی: Hillah) (به عربی: الحلة) (به معنی منزل‌گاه)، از شهرهای عراق و مرکز استان بابل است. این شهر در کنار رودخانه حله (از شاخه‌های رود فرات) و در ۹۰ کیلومتری جنوب بغداد، بر سر راه بغداد به نجف قرار دارد. 
در سال ۱۳۷۸ هجری شمسی این شهر حدود ۳۶۴٬۷۰۰ نفر جمعیت داشته‌است. بیشتر جمعیت حله شیعه و اقلیت اهل‌سنت هستند.

## پیشینه
شهر حله در قرن‌های پنجم و ششم قمری از زیباترین شهرهای عراق بود. این شهر به دست یکی از خلفای آل بویه به نام سیف الدوله اسدی در قرن پنجم هجری آباد شد.
سیف الدوله در این شهر قصرها و خانه‌های زیبا ساخت و با آباد شدن آن، تجار و علما و شعرای فراوانی به سوی آن روی آوردند و در اندک زمانی حله مرکز تمدن و فرهنگ اسلامی گشت.
حله از اوایل قرن ششم تا قرن دهم، مرکز علم و اجتهاد و مهد حوزه علمیه شیعه بود؛ و سپس حوزه شیعه به کربلا و سپس به نجف منتقل شد. گویند در یک قرن قریب به ۵۰۰ مجتهد در دیار حله می‌زیسته‌اند و این حکایت از نهایت شکوفایی علم و دانش در یک دیار می‌کند.
ابن بطوطه بازارهای حله را ستوده و حمدالله مستوفی همزمان وی گفته‌های وی را بدین شرح تکمیل نموده‌است:《آب فرات بر میان شهر می‌گذرد و غلبه شهر بر جانب غربی بود و به طرف شرقی عمارت اندک است و نخلستان بسیار دارد و بدین سبب هوایش متعفن است اکثر اوقات ارزانی باشد ارتفاعاتش مانند بغداد است. اهل آنجا شیعهٔ اثنا عشری‌اند. سفید چهره ضخیم جثه همچون اهل بغداد و چشمانی درشت و ابروانی کشیده و زیبایی سادات گونه و به زبان عربی مغیر است و در کار مذهب بغایت متعصب باشند و در آنجا مقامی ساخته‌اند و اعتقادشان آنکه مهدی که در سامره غایب شد باز از آنجا بیرون خواهد آمد.

## انفجار تروریستی
در تاریخ پنجشنبه ۴ آذر ۱۳۹۵ خورشیدی، پس از ساعت ۱۴:۰۰ بعد از ظهر در یکی از پمپ بنزین‌های حلّه و در میان اتوبوس‌های زائران طی یک انفجار تروریستی انتحاری حدود ۵۷ نفر از زائرین ایرانی اربعین که اکثریت قریب به اتفاق آنان از اهالی استان خوزستان بودند کشته شدند. در میان آمار دیگر کشته شدگان شهروندان بحرینی، پاکستانی و افغان هم دیده می‌شود. ساعاتی پس از این انفجار گروهک و
تروریستی داعش مسئولیت این انفجار را بر عهده گرفت.

## زیارتگاه ها
حرم حضرت  شریفه بنت الحسن مجتبی 

## مشاهیر
- علامه حلی
- محقق حلی
- ابن فهد حلی
- سید بن طاووس
- صفی‌الدین حلی
- ابن معد
- ابن نما
- محمد فضولی